# Моноширинний шрифт

Моноширинний шрифт (внизу) в порівнянні з пропорційним

Моноширинний або непропорційний шрифт — шрифт, у якому всі знаки (точніше, кегельні площадки знаків) мають однакову ширину. Цим він відрізняється від пропорційного шрифту, у якому букви відрізняються за шириною одна від одної.
Слід розрізняти моноширинний і рівноширинний шрифти: в останніх знаки прагнуть до однакової ширини, але кегельні площадки знаків неоднакові.

## Історія

### Друкарські машинки
Перші моноширинні шрифти розроблено для друкарських машинок, оскільки реалізація механічного друку пропорційним шрифтом вимагала значного ускладнення друкувального вузла. Існували й набірно-друкувальні машини, які використовували пропорційний шрифт і зміну міжлітерних інтервалів, але їх застосовували лише в оперативної поліграфії. Конструкція електромеханічних друкарських машинок і телеграфних апаратів здебільшого також передбачала використання моноширинних шрифтів.

### Комп'ютери

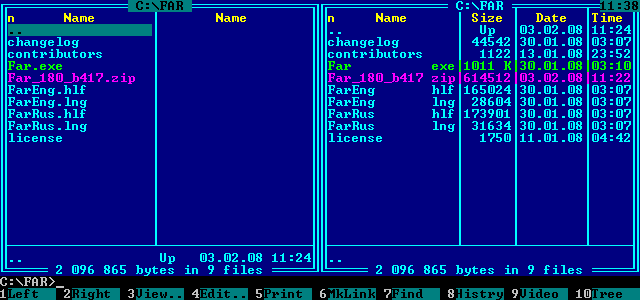
Приклад інтерфейсу програми (FAR), що використовує псевдографіку і моноширинні шрифти

Використання моноширинних шрифтів продовжилося на комп'ютерах: пристроєм уведення-виведення в багатьох ранніх ЕОМ був телетайп. Довгий час алфавітно-цифрові друкувальні пристрої (наприклад — принтери типу «ромашка») і знакогенератори відеотерміналів і графічних адаптерів також дозволяли використовувати виключно моноширинні шрифти. Відеопам'ять текстових режимів зберігала інформацію у вигляді матриці знакомісць, в яку могла поміститися цілком певна їх кількість (як правило, 80 символів у рядку, що відповідало обсягу однієї перфокарти), а відеозображення динамічно створювалося за кодами символів і їх зображеннями. Це давало економію дорогої(на ті часи) пам'яті і спрощувало програмування.
До наборів символів подібних пристроїв часто включали також символи псевдографіки для оформлення різного роду таблиць і бланків, а також простих графіків і малюнків. Надалі моноширинні шрифти і псевдографіка лягли в основу розширеного текстового інтерфейсу користувача, що включає елементи віконного.

## Особливості накреслення символів
Букви багатьох алфавітів (латинського — більшою мірою, сучасного українського — меншою) мають різну ширину знаків. Деякі знаки (такі, як i) займають у кегельній площадці місце шириною один основний штрих, а інші (такі, як w— в кілька разів більше. Тому навколо вузьких знаків утворюється багато порожнього місця, а широкі стають темними і їх складно розрізнити, особливо за невисокої роздільності і в жирному накресленні.
Щоб ці недоліки не були настільки помітними, до букв застосовують додаткові заходи оптичної компенсації. Вузьким буквах додають зарубки, навіть якщо інші символи шрифту виконано без зарубок. У широких символів іноді зменшують деякі елементи, такі як середній штрих у літери «Ш». Ще під час проєктування моноширинних шрифтів виникає проблема схожості цифри 0 і букви O, і, щоб їх можна було розрізнити, першу нерідко перекреслюють по діагоналі, або вносять певні елементи всередину овалу.
Всі ці заходи спотворюють звичний малюнок букв. До того ж рядки, набрані моноширинним шрифтом, не виглядають суцільними, а розбиваються на колонки шириною одне знакомісце, і, для компенсації, доводиться збільшувати міжрядковий інтервал. Тому у великих обсягах тексту моноширинні шрифти значно гірше читаються, ніж пропорційні, і мають меншу ємність, що робить їх малопридатними для книг або журнальних статей.

## Застосування в сучасній типографіці

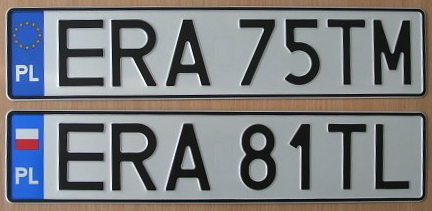
Польські автомобільні номери

Попри те, що сучасні відеосистеми і принтери комп'ютерів дозволяють працювати з пропорційними шрифтами, моноширинні шрифти продовжують використовуватися перш за все тому, що вони надають простий спосіб форматування тексту, хоч і обмежений у можливостях, зате без потреби в спеціальних мовах розмітки і програмному забезпеченні, а також легко відтворюваний на різних пристроях. Приклади застосування моноширинних шрифтів:
- середовища розробки і редактори сирцевого коду програм — завдяки використанню моноширинних шрифтів спрощується вирівнювання рядків і розстановка відступів згідно зі стандартами оформлення, що дозволяє краще орієнтуватися в коді;
- інтерфейс командного рядка й емулятори терміналу — в них, крім форматування виводу, моноширинний шрифт разом із псевдографікою дає можливість користуватися розширеним текстовим інтерфейсом користувача;
- у технічній літературі моноширинним шрифтом виділяють будь-який комп'ютерний текст — не тільки блоки сирцевого коду, але й ключові слова мови програмування, назви файлів і каталогів, дані, що вводяться в програму тощо;
- у біології моноширинним шрифтом пишуть ланцюжки нуклеотидів і амінокислот;
- виконані моноширинними шрифтом ASCII-малюнки дозволяють змінювати шрифт на інший моноширинний без особливого спотворення зображення;
- у закордонних паспортах та на банківських картках для зручності машинного розпізнавання (переважно OCR-B[en]);
- для друку простих документів на кшталт касових чеків;
- системи оптичного розпізнавання тексту надійніше працюють з моноширинними шрифтами, тому такими шрифтами друкують документи, які, можливо, будуть автоматично скануватися;
- табулатура для гітар;
- у західній театральній традиції сценарій друкують шрифтом Courier-12. Одна сторінка такого сценарію триває приблизно одну хвилину[6][7]. Такий спосіб оформлення до появи комп'ютерів допомагав вносити до сценарію зміни, зберігаючи читаність і єдність оформлення;
- частково моноширинні шрифти використовують на автомобільних номерах — зокрема, Європейського Союзу, України, Росії.

### Моноширинні цифри в пропорційних шрифтах

Зверху пропорційні цифри, знизу моноширинні

У друкарському наборі числових даних є тонкість: у таблицях [Архівовано 29 грудня 2021 у Wayback Machine.] усі цифри повинні мати однакову ширину (тобто вирівнюватися за розрядами), з вирівнюванням чисел за правим краєм, навіть якщо набір виконано пропорційним шрифтом. У Юнікод є знак «цифровий пробіл» (\u2007), за шириною рівний моноширинній цифрі. Плюс і мінус зазвичай мають таку ж ширину.
У комп'ютерних інтерфейсах моноширинними цифрами набирають не тільки таблиці, але й змінювані числові індикатори. Тому зазвичай цифри в комп'ютерних шрифтах роблять за замовчуванням моноширинними. У шрифті PT Sans до «вузької» одиниці застосували звичайні для моноширинних шрифтів заходи оптичної компенсації.

Режим пропорційних цифр вмикається командами Opentype; у CSS3 для цього використовується конструкція font-variant-numeric:tabular-nums / proportional-nums, або font-feature-settings:"tnum" / "pnum". Приклад:
1234567890-пропорційні цифри.

1234567890-моноширинні цифри.

### Східноазійські шрифти
Елемент китайського, корейського і японського письма принципово вписані в квадрати однакового розміру, тому східноазійські шрифти є моноширинними за своєю природою.
Часто використовуються також «двоширинні шрифти»: ієрогліфи мають «повну» ширину, а Символи ASCII — рівно вдвічі вужчі від ієрогліфа. При цьому в шрифтах є також і повноширинні версії символів ASCII і «вузькі» версії деяких східноазійських символів (наприклад, катакана).

### HTML
У розмітці HTML існує кілька тегів, які мають виводити текст моноширинним шрифтом:
- <plaintext>...</plaintext> (простий текст, використання тегу не рекомендовано);
- <pre>...</pre> (попереднє форматування, всі пропуски, символи переносу рядків і табуляції зберігаються при виведенні);
- <tt>...</tt> (імітація телетайпа, застарілий тег);
- <code>...</code> (програмний код);
- <xmp>...</xmp> (приклад виведення програми, використання тегу не рекомендовано);
- <samp>...</samp> (приклад виведення програми);
- <kbd>...</kbd> (сполучення клавіш або введення з клавіатури).

У CSS моноширинний шрифт у загальному вигляді вибирають за допомогою конструкції font-family: monospace (хоча можна також зазначити назву конкретного моноширинного шрифту, наприклад font-family: Lucida Console, monospace або font-family: Courier New, monospace).

## Приклади моноширинних шрифтів
- Consolas[en]
- Courier і Courier New
- Lucida Console[en]
- Terminus
- Monaco[en]
- Anonymous Pro

Моноширинні шрифти часто також входять до набору деяких супергарнітур (кілька гарнітур, виконаних в одному стилі), таких як PT, Liberation, DejaVu та інших.